# Veerle Buurman
Veerle Buurman (Bemmel, 21 april 2006) is een voetbalspeelster uit Nederland. Ze komt als verdediger uit voor Chelsea FC en het Nederlands elftal. 

## Clubcarrière
In haar jeugdjaren kwam Buurman uit voor SC Bemmel. Sinds 2022 ging ze deel uitmaken van de jeugdopleiding van PSV. Dit combineerde ze met het spelen van wedstrijden voor SC Bemmel.
Bij PSV maakte Buurman in haar eerste jaren vooral deel uit van Jong PSV waarmee ze winterkampioen wist te worden.
Op 21 januari 2024 maakte Buurman haar debuut voor PSV in de Vrouwen Eredivisie in een uitwedstrijd tegen Telstar door in de 75ste minuut in te vallen voor Suzanne Giesen.
Op 29 januari 2024 tekende Buurman haar eerste contract in Eindhoven. Ze tekende een verbintenis tot 30 juni 2027. Op 15 mei 2024 maakte Buurman in een Eredivisie Cup wedstrijd tegen AFC Ajax haar eerste doelpunt voor PSV. Mede door het doelpunt van Buurman wist PSV na verlenging af te rekenen met de Amsterdammers.
Buurman werd op 13 september 2024 voor een recordbedrag van PSV overgenomen door het Engelse Chelsea FC. In het seizoen 2024/25 werd ze uitgeleend aan de Eindhovenaren. Met PSV eindigde ze op de tweede plaats en wist ze de Eredivisie Cup te winnen, mede door haar rake kopbal in de 122ste minuut van de wedstrijd. Tijdens de Eredivisie Awards werd Buurman uitgeroepen tot 'Johan Cruijf Talent van het jaar'.

## Statistieken
| Seizoen | Club       | Competitie   | Competitie | Competitie | Beker | Beker | Overig | Overig | Totaal | Totaal |
| Seizoen | Club       | Competitie   | Wed.       | Dlp.       | Wed.  | Dlp.  | Wed.   | Dlp.   | Wed.   | Dlp.   |
| ------- | ---------- | ------------ | ---------- | ---------- | ----- | ----- | ------ | ------ | ------ | ------ |
| 2023/24 | PSV        | Eredivisie   | 11         | 0          | 1     | 0     | 1      | 1      | 13     | 1      |
| 2024/25 | PSV        | Eredivisie   | 21         | 1          | 4     | 0     | 2      | 1      | 27     | 2      |
| 2025/26 | Chelsea FC | Super League | 0          | 0          | 0     | 0     | 0      | 0      | 13     | 1      |
| Totaal  | Totaal     | Totaal       | 32         | 1          | 5     | 0     | 4      | 2      | 41     | 3      |

Bijgewerkt t/m 4 augustus 2025.

## Interlandcarrière
Buurman is jeugdinternational geweest van Nederland onder 16. Ze maakte hiervoor haar debuut op 17 november 2021 in een wedstrijd tegen de leeftijdsgenoten van België. Vervolgens kwam Buurman uit voor Nederland onder 17 waarmee ze deelnam aan het EK 2022 in Bosnië en Herzegovina. Buurman kwam alle wedstrijden in actie en wist de halve finale te behalen. Daarnaast fungeerde Buurman als aanvoerder van Nederland onder 17.
Sinds 2023 komt Buurman uit voor Nederland onder 19 waarmee ze uitkwam op het EK onder 19 waarmee ook de halve finale werd bereikt. Buurman kwam opnieuw alle wedstrijden in actie.
Op 21 mei 2024 werd Buurman voor het eerst opgenomen in de selectie van het Nederlands elftal. Ze werd samen met Gwyneth Hendriks en Nina Nijstad, ploeggenoten bij PSV, op de reservelijst gezet door bondscoach Andries Jonker. In september 2024 nam Buurman met Nederland -20 deel aan het WK in Colombia. In het eerste groepsduel tegen Costa Rica opende Buurman de score. In het tweede groepsduel scoorde Buurman opnieuw, ditmaal tegen Argentinië.
Op 29 oktober 2024 maakte Buurman haar debuut in het Nederlands elftal door in de basis te starten in een vriendschappelijke wedstrijd tegen Denemarken in Esbjerg. Op 3 december 2024 maakte Buurman in een vriendschappelijke wedstrijd tegen de Verenigde Staten haar eerste interlanddoelpunt.